# Real Rieti Calcio a 5 2014-2015
Questa pagina raccoglie i dati riguardanti il Real Rieti Calcio a 5 S.r.l., squadra di calcio a 5 militante in serie A, nelle competizioni ufficiali del 2014-2015.

## Divise
La divisa casalinga è a strisce verticali granata/blu , la divisa da trasferta è gialla con decorazioni azzurre, la terza è bianca con maniche nere.
| Casa | Trasferta | Terza divisa |  |

## Calciomercato

### Sessione estiva
| Chimanguinho         | Selbachense    |
| Andrei Dan           | Balzan         |
| You Nouss Guennounna | Kaos           |
| Jeffe                | Kaos           |
| Giuseppe Micoli      | LCF Martina    |
| Caio                 | LCF Martina    |
| Marko Perić          | Araz Naxçıvan  |
| David Ruiz           | Santiago       |
| Luca Salvi           | Rieti (calcio) |
| Alejandro Vega       | Manacor        |
| Márcio Zanchetta     | Pescara        |

| Álvaro Aparicio      | ritirato          |
| Massimo De Luca      | Asti              |
| André Fantecele      | Catania Librino   |
| Márcio Forte         | Cambé             |
| Alessandro Gallinica | Active Network    |
| Osni Garcia          | Olimpus Roma      |
| Marinho              | Novaja Generacija |
| Michele Miarelli     | Luparense         |
| Maximiliano Rescia   | Pescara           |
| Decio Restaino       | Luparense         |
| Rogério              | Pescara           |

### Sessione invernale
| Alemão           | Ibirubá          |
| Alejandro Lemine | Palma            |
| Lolo Suazo       | Uruguay Tenerife |

| Chimanguinho         | Asti            |
| You Nouss Guennounna | Orte            |
| David Ruiz           | svincolato      |
| Fernando Silveira    | Catania Librino |
| Alejandro Vega       | Napoli          |

## Rosa 2014-2015
| N° | Naz.               | Ruolo | Sportivo             | Anno     |  |  |
| -- | ------------------ | ----- | -------------------- | -------- |  |  |
| 1  | Brasile (bandiera) | POR   | Carlos Dalcin        | 10.11.92 |  |  |
| 12 | Marocco (bandiera) | POR   | You Nouss Guennounna | 03.06.91 |  |  |
| 22 | Italia (bandiera)  | POR   | Giuseppe Micoli      | 20.02.92 |  |  |
| 8  | Brasile (bandiera) | DIF   | Jeffe                | 26.04.81 |  |  |
| 5  | Spagna (bandiera)  | DIF   | David Ruiz           | 16.10.79 |  |  |
| 9  | Italia (bandiera)  | DIF   | Luca Salvi           | 25.11.93 |  |  |
| 2  | Serbia (bandiera)  | UNI   | Marko Perić          | 05.02.84 |  |  |
| 6  | Brasile (bandiera) | UNI   | Daví                 | 05.07.84 |  |  |
| 10 | Brasile (bandiera) | LAT   | Manoel Crema         | 01.10.88 |  |  |
| 17 | Brasile (bandiera) | LAT   | Caio                 | 08.03.93 |  |  |
| 7  | Brasile (bandiera) | LAT   | Fernando Silveira    | 15.01.83 |  |  |
|    | Spagna (bandiera)  | LAT   | Lolo Suazo           | 10.02.92 |  |  |
| 21 | Spagna (bandiera)  | LAT   | Alejandro Vega       | 12.01.85 |  |  |
| 11 | /                  | PIV   | Chimanguinho         | 08.03.86 |  |  |
| 23 | Romania (bandiera) | PIV   | Andrei Dan           | 27.09.89 |  |  |
| 13 | Brasile (bandiera) | PIV   | Márcio Zanchetta     | 04.05.83 |  |  |

## Risultati

### Serie A

#### Girone di andata
| Arbitri: | Nicola Salvalaggio (Castelfranco Veneto) Vincenzo Tafuro (Brindisi) |
| Crono:   | Dario Pezzuto (Lecce)                                               |

|                                                                      |           |                                                    |
| Vieira 3'05'’ Tres 12'05'’ Vieira 19’ Arteiro 25'24’ Delpizzo 37'11’ | Marcatori | 1’ Silveira 1'51’’ Crema 7'28’’, 39'49'’ Zanchetta |

| Arbitri: | Antonio Gallo (Torre Annunziata) Fabio Gelonese (Saronno) |
| Crono:   | Massimo Tariciotti (Ciampino)                             |

|                                                                                    |           |                                                 |
| Crema 4'50'’ Zanchetta 15'10'’ (t.l.) Crema 17'28'’ Daví 26'30'’ Zanchetta 36'05'’ | Marcatori | 18’ Bertoni 32'40'’, 33'58'’ André 38'29'’ Coco |

| Arbitri: | Mauro Albertini (Ascoli Piceno) Andrea Sabatini (Bologna) |
| Crono:   | Enrico Pagano (Torre Annunziata)                          |

|                                               |           | |
| Milucci 29'48'’ Adami 37'24'’ Milucci 37'56'’ | Marcatori | 1'01'’ Perić 9'53'’, 17'01'’ Chimanguinho 17'48'’ 19'30'’ (t.l.) Daví 31'23'’, 35'20'’, 36'47'’ Crema 39'01'’ Chimanguinho |

| Arbitri: | Filippo Ragalà (Bologna) Damiano Calaprice (Bari) Giancarlo Lombardi (Roma 1) |
| Crono:   | Andrea Campi (Ciampino)                                                       |

|                                                                                            |           |                                                                                          |
| Rescia 8'32'’ (aut.) Zanchetta 12'25'’ Silveira 17'35'’ Chimanguinho 24'10'’ Crema 31'25'’ | Marcatori | 0'22'’ Caputo 6'44'’ Canal 15'52'’ (aut.) Daví 28'59'’ Ercolessi 37'05'’ (rig.) Nicolodi |

| Arbitri: | Giuseppe Di Gregorio (Enna) Alessandro Malfer (Rovereto) Mauro De Coppi (Conegliano) |
| Crono:   | Luca Bizzotto (Castelfranco Veneto)                                                  |

|                                               |           |                            |
| Rubén 7'39’’ Maurício 25'36’’ Giasson 39'30’’ | Marcatori | 21'46’’ Crema 32'17’’ Caio |

| Arbitri: | Rosario La Cerra (Battipaglia) Walter Mameli (Cagliari) Mario Filippini (Roma 1) |
| Crono:   | Wladimir Dante (Ciampino)                                                        |

|                                                                                         |           |                                                       |
| Chimanguinho 24’, 24'38'’ Zanchetta 27'40'’ Chimanguinho 30'08'’ Crema 33'27'’, 39'59'’ | Marcatori | 7'43'’ Duarte 19'35'’ (t.l.) 28'54'’ 37'04'’ Paulinho |

| Arbitri: | Ferruccio Prisma (Crotone) Michele Bensi (Grosseto) |
| Crono:   | Marco Delpiano (Cagliari)                           |

|                         |           |                                 |
| Nurchi 4'03'’ Serpa 35’ | Marcatori | 17'30'’ Zanchetta 31'26'’ Crema |

| Arbitri: | Giuseppe Parente (Como) Giovanni Beneduce (Nola) |
| Crono:   | Simone Micciulla (Roma 2)                        |

|                                                                                           |           | |
| De Oliveira 7'20'’ (aut.) Zanchetta 15'40'’ 16'05'’ (t.l.) 32'43'’, 35'31'’ Crema 38'21'’ | Marcatori | 11'19'’ Cavinato 23'02'’, 26'11'’ Cuzzolino 29'07'’ Cavinato 38'50'’ (aut.) Daví 39'54'’ De Oliveira |

| Arbitri: | Filippo Vidotto (San Donà di Piave) Filippo Ragalà (Bologna) |
| Crono:   | Stefano Pasquino (Nichelino)                                 |

|                                              |           |                                              |
| Čujec 6'20'’ De Luca 19'41'’ Wilhelm 20'15'’ | Marcatori | 23'28'’ Perić 23'52'’ Silveira 37'42'’ Perić |

| Arbitri: | Giancarlo Lombardi (Roma 1) Daniele Di Resta (Roma 2) |
| Crono:   | Andrea Campi (Ciampino)                               |

|                                                                  |           |                    |
| Chimanguinho 17'02'’, 28'34'’ Suazo 30'36'’ Chimanguinho 35'36'’ | Marcatori | 31'20'’ Battistoni |

#### Girone di ritorno
| Arbitri: | Nicola Manzione (Salerno) Andrea Sabatini (Bologna) Giovanni Zannola (Ostia Lido) |
| Crono:   | Daniele Di Resta (Roma 2)                                                         |

| |           | |
| Crema 0'59'’ Suazo 18'30'’ Zanchetta 19'04'’ Crema 20'12'’ Perić 21'41'’ Zanchetta 25'07'’ Crema 29'05'’ Zanchetta 33'50'’ Crema 37'31'’ | Marcatori | 14'25'’ Tres 17'06'’ Leandrinho 24'32'’ Vieira 32'27'’ Delpizzo 33'36'’ (t.l.) Urio 36'46'’ Vieira 38'53'’ Dentini |

### Winter Cup
| Arbitri: | Gino Simonazzi (Reggio Emilia) Stefano Pani (Oristano) |
| Crono:   | Davide Iacovelli (Chivasso)                            |

|                                   |           |               |
| Follador 0'41'’ M. De Luca 0'51'’ | Marcatori | 20'30'’ Perić |

### Coppa Italia
| Arbitri: | Mauro Albertini (Ascoli Piceno) Gianantonio Leonforte (Vicenza) Antonino Tupone (Lanciano) |
| Crono:   | Fabio Stelluti (Ancona)                                                                    |

| |           |                                      |
| Paulinho 1'20’’ Crema 19'43’’ (aut.) Schininà 23'45’’ Daví 30'27’’ (aut.) Manfroi 32'29’’ Saúl 37'15’’ | Marcatori | 21'57’’, 33'43'’ Crema 34'46’’ Jeffe |